# 이만교
이만교(1967년 ~)은 대한민국의 소설가이다. 충청북도 중원군(현 충주시)에서 태어났다. 충주고등학교를 졸업하고, 배재대학교와 인하대학교 대학원을 졸업하였다. 1992년 문예중앙 신인문학상의 시 부분에 당선되었고, 1998년 문학동네 동계문예의 소설 부분에 당선되었다. 2000년 《결혼은, 미친 짓이다》로 오늘의 작가상을 수상하였다.
현재 한서대학교의 교수.

## 학력
- 충주고등학교 졸업
- 배재대학교 졸업
- 인하대학교 대학원 졸업

## 주요 작품
- 《결혼은, 미친 짓이다》(엄정화가 출연한 동명 영화의 원작)
- 《머꼬네 집에 놀러 갈래》
- 《나를 바꾸는 글쓰기 공작소》